# Dörtyol, Akçaabat
Dörtyol là một thị trấn thuộc huyện Akçaabat, tỉnh Trabzon, Thổ Nhĩ Kỳ. Dân số thời điểm năm 2011 là 2.484 người.